# Anamaduwa
Anamaduwa är en administrativ by i Sri Lanka.   Den ligger i provinsen Nordvästprovinsen, i den centrala delen av landet, 110 km norr om huvudstaden Colombo.